# Take Me to Your Heaven
Take Me to Your Heaven – angielskojęzyczny singel szwedzkiej wokalistki Charlotte Perrelli wydany w 1999 roku i umieszczony na albumach Tusen och en natt i Charlotte. Utwór został napisany przez Larsa Diedricsona, a tekst napisali Gert Lengstrand i Marcos Ubeda.
27 lutego szwedzkojęzyczna wersja utworu – „Tusen och en natt” – wygrała szwedzkie preselekcje do Konkursu Piosenki Eurowizji Melodifestivalen 1999, dzięki czemu reprezentowała Szwecję podczas 44. edycji festiwalu zorganizowanym w Jerozolimie w Izraelu i ostatecznie go wygrała.

## Historia utworu

### Nagrywanie
Utwór został zgłoszony przez Charlotte Perrelli pod tytułem „Tusen och en natt” do szwedzkich preselekcji do Konkursu Piosenki Eurowizji w 1999 roku – Melodifestivalen 1999. Muzykę do piosenki stworzył Lars Diedricson, a tekst napisali Gert Lengstrand i Marcos Ubeda. Producentem singla był Mike Wendt, a miksowaniem zajął się Bo Reimer.

### Wydanie
Utwór został wydany w 1999 roku pod szyldem wytwórni Mariann jako singel reprezentujący Szwecję podczas 44. Konkursu Piosenki Eurowizji organizowanego przez stolicę Izraela – Jerozolimie. Promował on również płytę „Charlotte”, który został opublikowany przez wytwórnię Stockhouse.

### Występy na żywo:Melodifestivaleni Konkurs Piosenki Eurowizji
27 lutego 1999 roku szwedzkojęzyczna wersja „Take Me to Your Heaven” – „Tusen och en natt” – została wykonana w finale szwedzkich selekcji do 44. Konkursu Piosenki Eurowizji – Melodifestivalen 1999. Ostatecznie wygrała rundę finałową, zdobywając łącznie 217 punktów, mając aż 69-punktową przewagą nad zdobywcami drugiego miejsca w finale – zespołem Drömhus.
We sobotę 29 maja angielskojęzyczna wersja singla została zaprezentowana jako piętnasta w finale 44. Konkursu Piosenki Eurowizji zorganizowanym w Usshishkin Hall in the International Convention Centre w Jerozolimie. Zdobyła łącznie 163 punkty, które zapewniły piosenkarce zwycięstwo. Utwór zdobył maksymalną liczbę 12 punktów od Bośni i Hercegowiny, Estonii, Malty, Norwegii i Wielkiej Brytanii.

## Wydanie na albumach
| Album                  | Data      | Wytwórnia                           | Format | Nr katalogowy                   | Nr utworu | Źródło            |
| ---------------------- | --------- | ----------------------------------- | ------ | ------------------------------- | --------- | ----------------- |
| Charlotte              | 1999 2000 | Stockhouse Shift Music Wood Records | 1 CD   | STOCKCDA 11 SFT 20039-2 WS-0013 | 7         | [ 6 ] [ 7 ] [ 8 ] |
| I Write You a Lovesong | 1999      | CMC Records Stockhouse              | 1 CD   | 5228382                         | 7         | [ 9 ]             |

## Lista utworów
European Version (Promo single)
1. „Take Me To Your Heaven” – 3:03

Swedish Version (CD single)
1. „Take Me To Your Heaven” – 3:04
2. „Tusen Och En Natt” – 3:03
3. „Take Me To Your Heaven (Instrumental Version)” – 3:06

UK Version (CD single)
1. „Take Me To Your Heaven” – 3:03
2. „Take Me To Your Heaven (The Specialist Mix II – Club Mix)” – 4:16
3. „Take Me To Your Heaven (Toccio Mix – R&B Mix)” – 3:21
4. „Take Me To Your Heaven (The Specialist Mix – Dance Mix)” – 4:25

Benelux Version (CD single)
1. „Take Me To Your Heaven” – 3:03
2. „Tusen Och En Natt” – 3:02

Cassette single
1. „Take Me To Your Heaven” – 3:00
2. „Take Me to Your Heaven (Club Mix)” – 4:16
3. „Take Me to Your Heaven (RnB Mix)” – 3:22
4. „Take Me to Your Heaven (Dance Mix)” – 4:22

## Notowania na listach przebojów
| Kraj            | Lista (1999)   | Najwyższa pozycja |
| --------------- | -------------- | ----------------- |
| Szwecja         | Singles Top 60 | 2                 |
| Belgia          | Ultratop 50    | 5                 |
| Norwegia        | Top 20 Singles | 10                |
| Wielka Brytania | Singles Top 75 | 20                |
| Holandia        | Dutch Top 40   | 21                |